# Lisa M. Diamond
Pour les articles homonymes, voir Diamond.
Lisa Michelle Diamond, née le 8 avril 1971, est une psychologue et féministe américaine. Professeure de psychologie du développement et de psychologie de la santé à l’université de l’Utah, ses recherches portent essentiellement sur l’émergence et le développement des idiosyncrasies amoureuses en pointant l’identité sexuelle et ses liens affectifs.
Elle connait une certaine renommée avec un ouvrage originellement paru en 2008 — Malléabilité de l’attraction génésique : Comprendre l’amour et le désir des femmes — dans lequel elle augure de ce qu’elle dénomme « fluidité de la sexualité féminine ».

## Biographie

### Prémices
Lisa M. Diamond se penche sur la question du féminisme après avoir assisté à une conférence donnée par Betty Friedan dans le cadre de son école secondaire. Son intérêt accru par rapport à cette cause la pousse à en sonder les arcanes afférents auprès de l’université de Chicago. Pour ce faire, elle se joint au conseil de la Chicago National Organization for Women,. C’est durant cette période qu’elle découvre et explore la nature et le potentiel inhérents à ses préférences charnelles. Elle décide dès lors d’axer l’essentiel de ses recherches sur la thématique homosexuelle tout en renonçant ainsi partiellement à sa vocation antérieure d’activiste.
En 1993, elle obtient son baccalauréat en psychologie de l’université de Chicago. Elle entreprend des études supérieures auprès de Ritch Savin-Williams (en) à l’université Cornell,. Elle y décroche sa maîtrise en 1996 puis son doctorat en 1999, chacune des thématiques couronnées portant respectivement sur le développement humain,.

### Carrière
Lisa M. Diamond exerce en qualité de professeure adjointe à l’université de l’Utah de 1999 à 2005 puis professeure associée de 2005 à 2012. Elle devient professeure de psychologie et d’études sociales en matière de concept genré en 2012,. Elle siège aux comités de rédactions plurielles liées à des périodiques tels que Developmental Psychology (en), Archives of Sexual Behavior en sus de diverses autres revues scientifiques. Ses recherches se focalisent sur la préhension homosexuelle, l’adolescence, et les interactions humaines,.

### Méthodologie
Se qualifiant elle-même de féministe scientifique, elle tance « nombre de chercheurs qui se cramponnent aveuglément à la méthode doctorale en croyant illusoirement démontrer quelque souci d’objectivité foncière pour finalement aboutir à l’opposé radical du résultat initialement escompté ». Elle poursuit sur la même lancée en révélant avoir « rencontré beaucoup de féministes affirmant qu’il n’existerait aucun moyen de recueillir des données fiables sans faire preuve d’oppression avec, pour corollaire implicite, que les péroraisons qui en découleraient ne revêtiraient consécutivement plus aucune tangibilité palpable. » Diamond effectue conjointement des recherches sur la théorie de l’attachement en qualité de fondement de l’amour et de l’orientation sexuelle. Elle tente également de décrypter les interactions prévalant entre les relations affectives et la santé psychobiologique.

### Assomptions
Ses observations cliniques s’étalent sur une période de 10 ans. Le panel intégratif qui en découle comporte une centaine de femmes non spécifiquement hétérosexuelles. Les conclusions de ses études l’incitent à postuler que le terme bisexuel n’exprimerait pas fondamentalement la nature « polyvalente » inhérente à plusieurs des participantes. Elle en appelle consécutivement à un visionnarisme expansé au regard de l’épistémologie saphique,.

### Développements
Dans ses études vouées à ce qu’elle désigne littéralement par « fluidité sexuelle,, », que l’on pourrait également qualifier de « malléabilité de l’attraction génésique », elle constate que certaines femmes connaissent des périodes de variabilité dans leur identité d’orientation. Diamond en déduit que les électivités sensorielles en elles-mêmes ne sont pas réellement « intrinsèquement choisies » au demeurant, attendu que, selon sa compréhension intrinsèque du phénomène, la consubstantialité congéniale, du moins chez certaines femmes, se voit susceptible d’évoluer alternativement dans un sens diamétralement opposé aux propensions précédemment engrammées, et ce, indépendamment de toute volition,. De ce fait, les femmes « sexuellement malléables » qu’elle a étudiées n’ont pas « vécu ces changements comme assujettis à leurs propres volontés ». A contrario, certaines d’entre elles s’efforcent même de résister — en vain — à leurs velléités interstitielles. Forte de ce constat, Diamond affirme avec force que les thérapies de conversion ne sauraient infléchir l’attirance — fugace ou durable — qu’une personne se verrait susceptible d’éprouver envers un alter ego du même sexe,,.

### Distinctions
- En référence à son livre Sexual Fluidity, Lisa M. Diamond se voit récompensée : 
  - en 2009 par un premier Distinguished Book Award décerné par l’Association américaine de psychologie, Division 44 ;
  - en 2010, par un second Distinguished Book Award complémentaire qui lui est cette fois-ci octroyé par l’International Association for Relationship Research (en) (IARR) ;
  - en 2011, par le « Prix d’excellence pour réalisation exceptionnelle » attribué par le comité de l’Association américaine de psychologie. Cette distinction émérite vise prioritairement à rendre hommage à son travail acharné, inlassable et indéfectiblement voué à soulager les préoccupations majeures incessamment endurées par les communautés lesbiennes, gays, bisexuelles et transgenres[7].

Lisa M. Diamond est également détentrice d’un certain nombre d’autres trophées connexes engrangés au cours de sa carrière scientifique.

## Publications

### Ouvrage
- (en) Diamond, L. M., Sexual fluidity : understanding women’s love and desire [« Malléabilité de l’attraction génésique : Comprendre l’amour et le désir des femmes »] (thematic: women, sexual behavior, bisexuality), Cambridge (Massachusetts), Harvard University Press, 2008 (réimpr. 2009), 333 p., « Will the real lesbians please stand up? — Gender differences in same-sex sexuality — Sexual fluidity in action — Nonexclusive attractions and behaviors — Change in sexual attractions — Attractions to "the person, not the gender" — How does fluidity work? — Implications of female sexual fluidity » (ISBN 978-0-674-02624-7, 0674032268 et 0-674-02624-1, EAN 9780674026247, OCLC 760067756, LCCN 2007027806, présentation en ligne)

### Articles
- (en) Diamond, L. M., « Female bisexuality from adolescence to adulthood: Results from a 10-year longitudinal study », Developmental Psychology (en), American Psychological Association, vol. 44, no 1,‎ 2008, pp. 5-14 (DOI 10.1037/0012-1649.44.1.5, lire en ligne [PDF])

- (en) Lisa M. Diamond, Angela M. Hicks, Kimberly D. Otter-Henderson, « Every time you go away: Changes in affect, behavior, and physiology associated with travel-related separations from romantic partners », Journal of Personality and Social Psychology, American Psychological Association, vol. 95, no 2,‎ 2008, pp. 385-403 (DOI 10.1037/0022-3514.95.2.385, lire en ligne [PDF]).

- (en) Diamond, L. M., Hicks, A. M., & Otter-Henderson, K. D., « Individual differences in vagal regulation moderate associations betweeen daily affect and daily couple interactions », Personality and Social Psychology Bulletin, no 37,‎ 2011, pp. 731-744 (lire en ligne [PDF]).

- (en) Diamond, L. M. & Wallen, K., « Sexual-minority women's sexual motivation around the time of ovulation », Archives of Sexual Behavior, no 40,‎ 2011, pp. 237-246 (lire en ligne [PDF]).

- (en) Diamond, L. M., « The desire disorder in research on sexual orientation in women: Contributions of dynamical systems theory », Archives of Sexual Behavior, no 41,‎ 2012, pp. 73-83 (lire en ligne [PDF]).

- (en) Lisa M. Diamond, Christopher P. Fagundes, and Matthew R. Cribbet, « Individual differences in adolescent sympathetic and parasympathetic functioning moderate associations between family environment and psychosocial adjustment », Developmental Psychology (en), University of Utah, vol. 48, no 4,‎ 2012, pp. 918-931 (DOI 10.1037/a0026901, résumé, lire en ligne [PDF]).

- (en) Diamond, L. M., & Dickenson, J., « The neuroimaging of love and desire: Review and future directions », Clinical Neuropsychiatry, no 9,‎ 2012, pp. 39-46 (lire en ligne [PDF]).

- (en) Diamond, L. M., « Sexual fluidity in males and females », Current Sexual Health Reports, no 8,‎ 2016, pp. 249-256 (lire en ligne [PDF]).

- (en) Diamond, L. M. & Rosky, C., « Scrutinizing “immutability”: Research on sexual orientation and its role in legal advocacy for the rights of sexual minorities rights? », Journal of Sex Research, no 53,‎ 2016, pp. 363-391 (lire en ligne [PDF]).

- (en) Leeat Granek, Lisa M. Diamond, « Interview with Lisa M. Diamond », Psychology’s Feminist Voices (en) Oral History Project, Washington, DC « Psychology’s Voices Oral History and Online Archive Project »,‎ 6 août 2011 (lire en ligne [PDF])

- (en) Diamond, L. M., « Three critical questions for future research on lesbian relationships », Journal of Lesbian Studies (en), no 21,‎ 2016, pp. 1-14 (lire en ligne [PDF]).

- (en) Lisa M. Diamond, Janna A. Dickenson, Karen L. Blair, « Stability of sexual attractions across different time scales: The roles of bisexuality and gender », Archives of Sexual Behavior, Department of Psychology, University of Utah, Salt Lake City, Springer Science+Business Media New York « The puzzle of sexual orientation », no 46,‎ septembre 2016, publié en ligne le 21 novembre 2016, pp. 193-204 (DOI 10.1007/s10508-016-0860-x, résumé, lire en ligne [PDF]).

- (en) Diamond, L. M., « Wanting women: Sex, gender, and the specificity of sexual arousal », Archives of Sexual Behavior, no 46,‎ 2017, pp. 1181-1185 (lire en ligne [PDF]).

- (en) Diamond, L. M. & Alley, J. C., « Was it good for her?  An alternative perspective on life history theory, female same-sex sexuality, and pleasure », Archives of Sexual Behavior,‎ (in press).

- (en) Alley, J. C., Diamond, L. M., Lipschitz, D. L., & Grewen, K, « Associations between oxytocin and cortisol reactivity and recovery in response to psychological stress and sexual arousal », Psychoneuroendocrinology (en),‎ (in press).

- (en) Dickenson, J. A., Alley, J. C., Diamond, L. M., « Subjective and oxytocinergic responses to mindfulness are associated with subjective and oxytocinergic responses to sexual arousal », Frontiers in Psychology (en): Health Psychology,‎ (in press).

### Radiophonie
- Doug Fabrizio (en), « Sexual Fluidity », RadioWest (en),‎ 18 août 2014 (lire en ligne [audio])

### Vidéographie
- (en) Leeat Granek, « Interview with Lisa Diamond », Psychology’s Feminist Voices (en), Washington, DC,‎ 6 août 2011 (lire en ligne [vidéo]) « 1. On Sexual Identity — 2. On Sexual Fluidity and the Media — 3. On "What Does Sexual Orientation Orient?" »

- (en) Dr Lisa Diamond, Why the “born this way” argument doesn’t advance LGBT equality, Salt Lake City, TEDx, 18 décembre 2018 (lire en ligne [vidéo])